# Legs Édition
Legs Édition est une maison d’édition littéraire indépendante fondée à Port-au-Prince en octobre 2012. Elle publie des textes de fiction haïtiens et francophones et compte à son catalogue plus de 80 titres.

## Présentation
Membre de l’Alliance internationale des éditeurs indépendants (AIEI), Legs Édition est fondée à Port-au-Prince le 12 octobre 2012 par Wébert Charles, Mirline Pierre et Dieulermesson Petit Frère. Son but est de faire connaître les auteurs haïtiens, de rendre disponibles les textes classiques du patrimoine littéraire et artistique haïtien et de renouveler l’enseignementde la littérature dans les écoles du pays.
Spécialisée au début dans la réédition de textes littéraires classiques, la maison publie également des œuvres de fiction d’auteurs contemporains, des livres-jeunesse et des livres pédagogiques. Elle fait également paraître une revue biannuelle, Legs et Littérature, afin de diffuser la recherche en littérature francophone. Elle souhaite établir des passerelles de communication entre les littératures et les cultures étrangères.

## Historique
En février 2013 est lancé le premier titre avec un numéro de la revue Legs et Littérature. Ensuite paraît dans la collection Voix Féminines dirigée par la professeure Carolyn Shread le roman Le Sexe Mythique de Nadine Magloire,. Les Poésies Complètes de Coriolan Ardouin et les Confidences et Mélancolies de Georges Sylvain inaugurent la collection Classique. Puis est réédité au premier trimestre de l’année 2014 le recueil de nouvelles La Petite corruption de Yanick Lahens.
La maison publie huit collections: Classique, Voix féminines, Critique, Textes courts, Je découvre.../Jeunesse , Poésie, Centenaire et Hybrides. Le nombre de titres publiés par an est très limité.
Les auteurs sont haïtiens ou étrangers : Indran Amirthanayagam, Bonel Auguste, Stéphane Chaumet, Sybille Claude, Louis-Philippe Dalembert, Yanick Lahens, James Noël, Makenzy Orcel, Snayder Pierre-Louis, Niels Planel, Guy Régis Jr, Rodney Saint-Éloi et Yasmina Tippenhauer.
Depuis 2014, la maison prend une part active à la vie littéraire et culturelle en Haiti et est présente dans les foires du livre au pays (Filha, Livres en folie, Livres en liberté, Verrettes à la découverte du livre,,) et à l’international (Salon du livre de Francfort, Salon international du livre d'Abidjan (SILA), Livres Paris, Salon du livre Haïtien de Paris, Salon du livre Africain de Paris, Salon Babelica, Foire du livre de Bruxelles) ainsi qu'à des festivals (Haïti-Monde, Festival Mai-Poésie).
En 2022, la maison a célébré ses dix ans d'existence,.

## Distinctions
- Yanick Lahens
  - La folie était venue avec la pluie : Prix Joseph D. Charles 2015 de la Bibliothèque Georges Castera du Limbé[19].

- Sybille Claude 
  - Le chant des blessures : Sélection WomenList 2018[20],[21].

- Mirline Pierre  
  - Sélection Fellowship d'éditeurs francophones de jeunesse et de bande dessinée 2020, 2021[22].
- Marie Desvignes  
  - Elderic et le Livre des Mondes : Sélection Children’s Books Hotlist 2021[23].
- Soussoule Guerrier
  - Le voyage de Calou : Sélection Children’s Books Hotlist 2021[24].
- Taina Tranquille  
  - Les petites chaussures rouges : Sélection Children’s Books Hotlist 2021[25].